# Pierre de Blois
Pierre de Blois, Pietro di Blois o Petrus Blesensis (1135 circa – 1212 circa), è stato un diplomatico francese e poeta in lingua latina.

## Biografia
Studiò legge all'Università di Bologna e teologia alla Sorbona. Fu probabilmente durante gli anni di peregrinatio academica che compose una serie di sequenze alla maniera goliardica, alcune delle quali si sono conservate nella collezione di poesie goliardiche nel manoscritto dei Carmina Burana.
Nel 1166, assieme a Stefano di Perche , Pierre de Blois si trasferì nel regno normanno di Sicilia, dove, l'anno dopo, divenne tutore del re Guglielmo II di Sicilia.  Intorno al 1173, ritornò in Inghilterra, dove fu segretario latino al servizio prima di Enrico II, poi dell'arcivescovo di Canterbury, Riccardo di Dover, e, in seguito, sempre come segretario latino, al servizio di Eleonora d'Aquitania, vedova di Enrico.
Suo fratello era il meno famoso Guglielmo di Blois, religioso e letterato, autore della commedia elegiaca Alda.
Pierre de Blois non va confuso con il contemporaneo omonimo religioso e letterato, anch'egli originario di Blois, ma di lui più anziano, che fu canonico della cattedrale di Chartres.

## Opere
Molto del suo epistolario è sopravvissuto.
Pierre de Blois viene erroneamente associato al Croyland Chronicle di Pseudo-Ingulf.